# Antoinette Le Normand-Romain
Antoinette Le Normand-Romain, née en 1951, est une conservatrice et historienne de l'art française, spécialiste de la sculpture du XIXe siècle, et notamment d'Auguste Rodin.

## Biographie
Fille d'un centralien, Robert Le Normand, et petite-fille du banquier José Ariès, Antoinette Le Normand-Romain, conservateur général du patrimoine, a fait des études d'histoire de l'art à l'université Paris-Nanterre (docteur en histoire de l'art) et à l'École du Louvre. Conservateur des musées nationaux en 1974, après deux ans comme pensionnaire à l'Académie de France à Rome (1975-1976), dix-sept ans comme conservateur des sculptures au Musée d'Orsay (à la création duquel elle a participé), douze ans comme responsable des sculptures au musée Rodin, le 23 juin 2006 elle a été nommée directeur général de l'Institut national d'histoire de l'art (INHA), succédant à Alain Schnapp son premier directeur. Elle en préside le conseil scientifique. Elle supervise l'installation de la bibliothèque Doucet d'histoire de l'art dans ses locaux définitifs, le développement des relations de l'institut avec des institutions nationales et internationales et quelques expositions . Elle a été reconduite pour un mandat en 2011. En juillet 2016, elle est remplacée par Éric de Chassey.

## Travaux et bibliographie

### Ouvrages
- La tradition classique et l'esprit romantique, Roma, Ed. dell'elefante, 1981
- en collaboration avec Philippe Grunchec, Annie-Claire Lussiez, Jacques Letève, Laure de Margerie, Chantal Rouquet, Marie Bouchard et Annette Gélinet, Centenaire Henri Chapu, 1833-1891, co-édition musée Henri-Chapu, Le Mée-sur-Seine, et musée de Melun, 1991.
- Mémoire de marbre : la sculpture funéraire en France, 1804 - 1914, Paris, Agence culturelle de Paris, 1995
- en collaboration avec Marie Bouchard Fontayne et François Bouchard, Bouchard, l'atelier du sculpteur : à la découverte du Musée Bouchard, Paris, Association des amis d'Henri Bouchard, 1995.
- Le Baiser de Rodin, Paris, Éd. de la Réunion des musées nationaux, 1995
- Rodin, Paris, Flammarion, 1997
- Rodin : la porte de l'Enfer, Paris, Musée Rodin, 2002
- Camille Claudel & Rodin, Paris, Éd. du Musée Rodin, 2003,
- en collaboration avec Christina Buley-Uribe, Rodin : dessins et aquarelles, Paris, Hazan, 2006.
- Rodin et le bronze : catalogue raisonné, Paris, Éd. de la Réunion des musées nationaux, 2007

### Articles et extraits de congrès
- « Le "Triomphe de Silène" de Jules Dalou », in La Revue du Louvre, 1980, 3, p. 166-173.
- « Six esquisses du sculpteur Bonnassieux », in La Revue du Louvre, 1982, 5-6, p. 366-372.
- « "Le Voyageur" de Meissonier », in La Revue du Louvre, 1985, 2, p. 129-135.
- « Une Politique de regroupement des collections d'Orsay : retours de dépôt, attributions de l'État et de dépôt consentis au musée », in La Revue du Louvre, 1986, 6, p. 406-416.
- « La Frise de la "Danse" (1912 - 1913) par Joseph Bernard », in La Revue du Louvre, 1989, 1, p. 59-69.
- « La Tête d'Apollon : la cause du divorce entre Rodin et Bourdelle », in La Revue du Louvre, 1990, 3, p. 212-220.
- « En hommage aux opposants politiques : monument funéraire ou public ? », in Revue de l'art, 1991, 94, p. 74-80.
- « Crayon, encre et terre cuite », in Revue du Louvre, 1991, 4, p. 47-63.
- « Le Monument du général Foy au Père Lachaise », in Bulletin de la Société de l'histoire de l'art français, 1992, p. 179-195.
- « Bourdelle : sculpture à la recherche de lui-même », in L'Estampille - L'Objet d'art, 1993, 266, p. 36-47.
- « Devenir Bourdelle », in Revue de l'art, 1994, 104, p. 30-39.
- « Auguste Rodin : le "Buste de saint Jean-Baptiste" (1880) acquis par le musée Rodin », in Revue du Louvre, 1996, 2, p. 15.
- « Un Nouveau "mouvement de danse" de Rodin (1840-1917) », in Revue du Louvre, 1996, 4, p. 59-62.
- « Antique et modernité : de David d'Angers à Rodin », in L'Académie de France à Rome aux XIXe et XXe siècles : entre tradition, modernité et création, <actes du colloque Rome, Villa Médicis, 25 - 27 septembre 1997>, p. 80-92.
- « L'Exposition Rodin de 1900 : le triomphe du plâtre », in Le Plâtre : l'art et la matière, <actes du colloque tenu à Cergy Pontoise en octobre 2000>, p. 186-193.
- « L’INHA, un foyer vivant pour la recherche », Perspective, 2 | 2006, 153-154 [mis en ligne le 31 mars 2018, consulté le 31 janvier 2022. URL : http://journals.openedition.org/perspective/338 ; DOI : https://doi.org/10.4000/perspective.338].
- « Le Musée Rodin 1916 - 1940 : un lieu de référence », in Revue de l'art, 2008, 162, p. 11-19.
- Avec Alain Schnapp, « Naissance des collections et des bibliothèques », Perspective, 2 | 2016, 5-10 [mis en ligne le 30 juin 2017, consulté le 31 janvier 2022. URL : http://journals.openedition.org/perspective/6689 ; DOI : https://doi.org/10.4000/perspective.6689].
- Avec Malcolm Baker, Michael Falser, Eckart Marchand et Veronika Tocha, « Les moulages en plâtre au XXIe siècle », Perspective, 2 | 2019, 25-50 [mis en ligne le 30 juin 2020, consulté le 31 janvier 2022. URL : http://journals.openedition.org/perspective/14242 ; DOI : https://doi.org/10.4000/perspective.14242].

## Décorations
- Officière de l'ordre national du Mérite Elle est faite officière par décret du 14 novembre 2012 pour ses 38 ans de services[3].
- Officière de la Légion d'honneur  Elle est promue officière par décret du 31 décembre 2015[4]. Elle était chevalière du 30 juin 2007.
- Officière de l'ordre des Arts et des Lettres